# هانس اندرسون-تاویلینگ
هانس اندرسون-تاویلینگ (انگلیسی: Hans Andersson-Tvilling؛ زادهٔ ۱۵ ژوئیهٔ ۱۹۲۸) بازیکن هاکی روی یخ، و بازیکن فوتبال اهل سوئد است.
از باشگاه‌هایی که در آن بازی کرده‌است می‌توان به باشگاه فوتبال دیورگاردن اشاره کرد.